# Sainte-Gemme, Deux-Sèvres

Sainte-Gemme este o comună în departamentul Deux-Sèvres, Franța. În 2009 avea o populație de 380 de locuitori.